# Chapelle royale
De Chapelle royale was een afdeling van het Franse hof (Maison du roi), de huishouding van de koningen van Frankrijk tijdens het ancien régime, en belast met de religieuze verplichtingen en ceremoniën van het hof.

## Algemeen
De verplichtingen die direct betrekking hadden op de godsdienstoefeningen van het hof (de dagelijkse, de periodieke en de incidentele kerkelijke verplichtingen) waren, met de daarmee direct verbonden gregoriaanse gezangen, ondergebracht in de Chapelle Oratoire.
Alle overige liturgische muziek was de taak van de Chapelle Musique. De Chapelle Musique vormde met onderdelen van twee andere afdelingen van de Maison du roi de Musique du roi. Met aan het hoofd een maître (voor de Chapelle Musique was dit een bisschop) droegen de sous-maîtres zorg voor de kerkmuziek. Onder Lodewijk XIV werden er sinds 1683 vier sous-maîtres aangesteld die ieder een kwartaal per jaar hun taak uitoefenden. De sous-maîtres operereerden nauw samen met de organisten, die al sinds 1678 voor alleen een kwartaal aantraden.

## Sous-maîtres van de Chapelle royale
Verdeling vanaf 1683 na de invoering van een sous-maître per kwartaal (een nieuwe naam in de kolom per kwartaal betekent een nieuwe benoeming)
| jaar | Eerste kwartaal  | Tweede kwartaal                  | Derde kwartaal | Vierde kwartaal             |
| ---- | ---------------- | -------------------------------- | -------------- | --------------------------- |
| 1683 | Goupillet        | Colasse                          | Minoret        | Delalande                   |
| 1690 |                  |                                  |                |                             |
|      | 1694 Delalande   |                                  |                |                             |
| 1700 |                  |                                  |                |                             |
|      |                  | 1704 Delalande                   |                |                             |
| 1710 |                  |                                  |                |                             |
|      |                  |                                  | 1714 Delalande |                             |
| 1720 |                  |                                  |                |                             |
|      |                  |                                  |                |                             |
|      | 1723 Gervais     | Campra                           | Bernier        |                             |
|      |                  |                                  |                | 1726 Gervais+Campra+Bernier |
| 1730 |                  |                                  |                |                             |
|      |                  |                                  |                | 1735 Campra                 |
|      |                  |                                  | 1738 Blanchard | 1738 Madin                  |
| 1740 |                  |                                  |                |                             |
|      | 1744 Mondonville |                                  |                |                             |
|      |                  | 1745 Mondonville+Blanchard+Madin |                |                             |
|      |                  | 1748 Blanchard+Mondonville       |                | Le Prince                   |
| 1750 |                  |                                  |                |                             |
|      |                  | 1757 Blanchard+Gauzargues        |                | 1757 Ducros                 |
|      | 1759 Gauzargues  |                                  |                |                             |
| 1760 |                  |                                  |                |                             |
|      | 1761 Gauzargues  |                                  | 1761 Blanchard |                             |
| 1770 |                  |                                  | 1770 Mathieu   |                             |
|      | 1775 Giroust     |                                  |                |                             |

## Organisten van de Chapelle royale
Verdeling vanaf 1678 na de invoering van een organist per kwartaal (een nieuwe naam in de kolom per kwartaal betekent een nieuwe benoeming)
| jaar | Eerste kwartaal   | Tweede kwartaal | Derde kwartaal | Vierde kwartaal |
| ---- | ----------------- | --------------- | -------------- | --------------- |
| 1678 | Thomelin          | Buterne         | Nivers         | Lebègue         |
| 1680 |                   |                 |                |                 |
| 1690 |                   |                 |                |                 |
|      | 1693 Couperin     |                 |                |                 |
| 1700 |                   |                 |                |                 |
|      |                   |                 |                | 1702 Garnier    |
|      |                   |                 | Marchand       |                 |
| 1710 |                   |                 |                |                 |
|      |                   |                 |                | 1714 Dagincour  |
|      |                   |                 | Landrin        |                 |
| 1720 |                   |                 |                |                 |
|      |                   | 1721 Dandrieu   |                |                 |
| 1730 |                   |                 |                |                 |
|      | 1733 Marchand     |                 |                |                 |
|      | 1738 Calvière     | 1738 Daquin     |                |                 |
| 1740 |                   |                 |                |                 |
| 1750 |                   |                 |                |                 |
|      | 1735 Paulin       |                 |                |                 |
|      |                   |                 |                | 1758 Fouquet    |
| 1760 |                   |                 | Landrin        |                 |
|      |                   |                 | 1766 Balbastre |                 |
| 1770 |                   |                 | A-L Couperin   |                 |
| 1772 | Paulin            |                 | A-L Couperin   |                 |
| 1780 |                   |                 |                |                 |
|      | 1785 Le Bourgeois |                 |                |                 |
|      | 1789 P-L Couperin |                 |                |                 |
| 1790 |                   |                 | Séjan          |                 |

## Afbeeldingen van de kapel

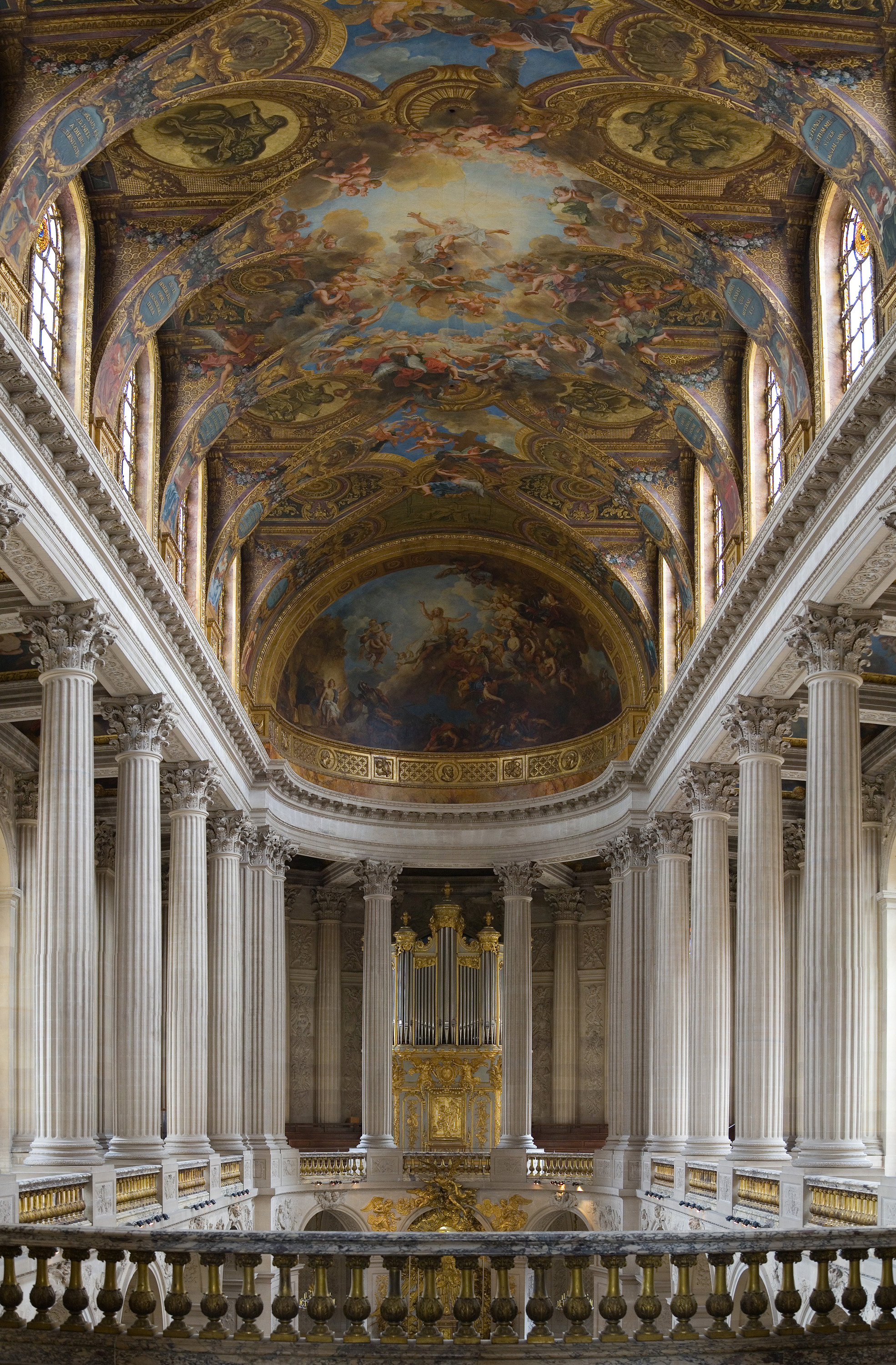
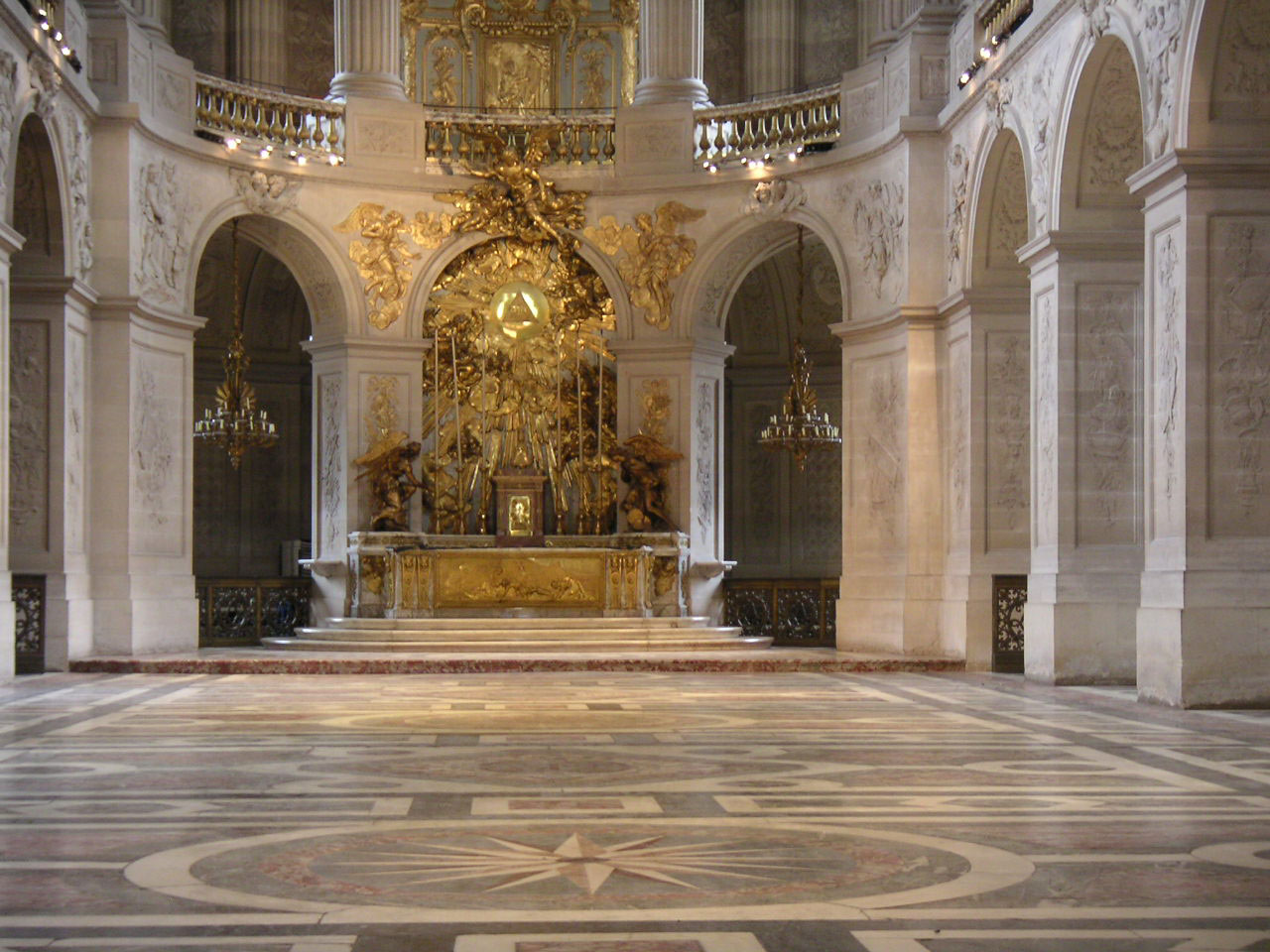
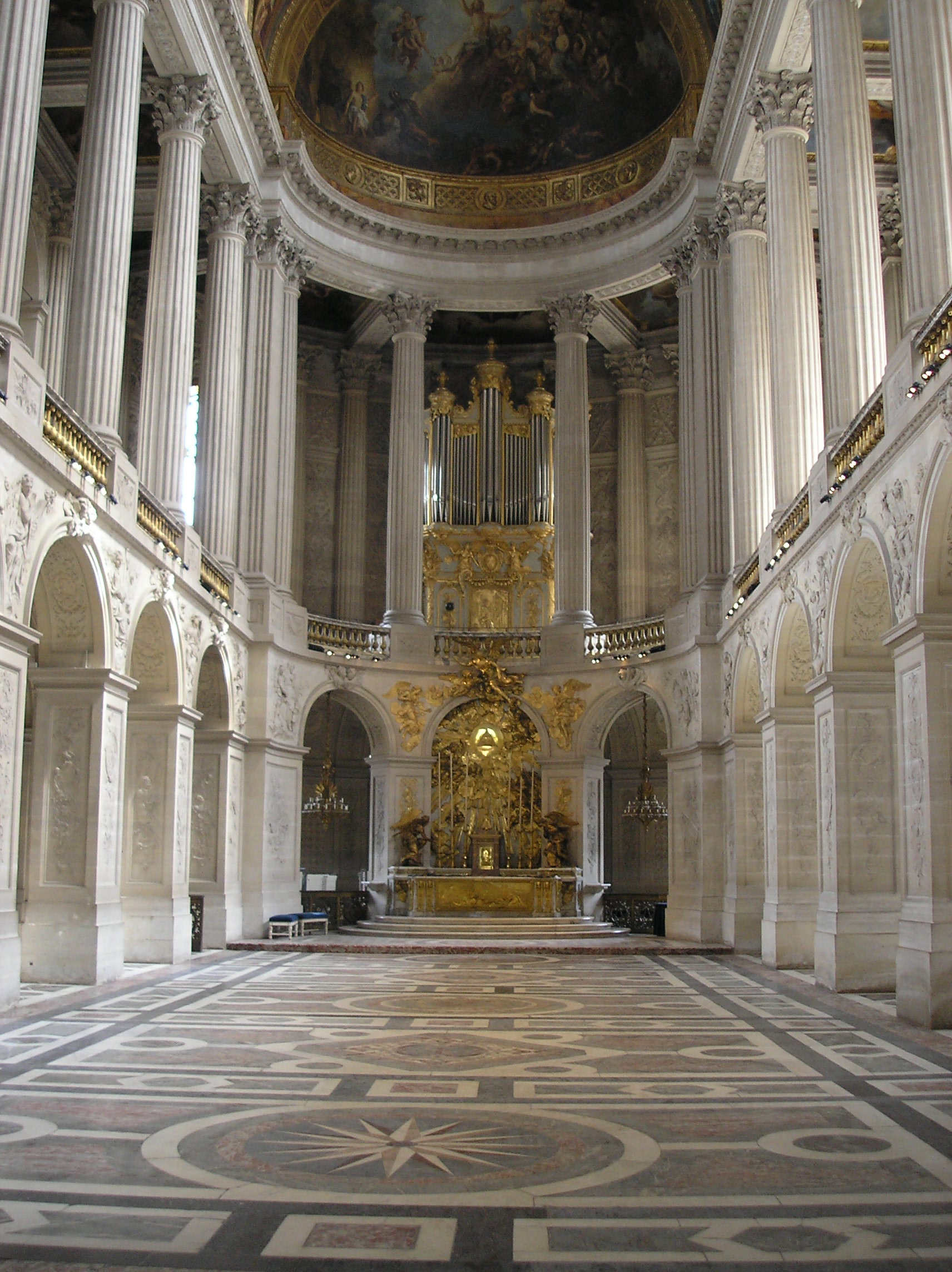

Interieur van de kapel van het Kasteel van Versailles, met het orgel van Clicquot dat in 1995 door de firma Boisseau et Cattiaux weer naar zijn (nagenoeg) oorspronkelijke dispositie werd gerestaureerd. De kapel werd pas 4 jaar voor de dood van Lodewijks XIV voltooid, nadat tientallen jaren in het paleis op diverse plaatsen (soms tijdelijke) kapellen dienst hadden gedaan. De stijl van de kapel was daarom ook meer volgens de nieuwere lichtere smaak dan de Louis XIV-stijl; de huidige situatie is uit de tijd van Lodewijk XVI.